# Strongylophthalmyia puncticollis
Strongylophthalmyia puncticollis är en tvåvingeart som beskrevs av Frey 1928. Strongylophthalmyia puncticollis ingår i släktet Strongylophthalmyia och familjen långbensflugor. Inga underarter finns listade i Catalogue of Life.